# Josef Heigl (Politiker)
Josef Heigl (* 9. Januar 1866 in Wien; † 5. März 1938 ebenda) war ein österreichischer Politiker der Sozialdemokratischen Arbeiterpartei (SdP).

## Ausbildung und Beruf
Nach dem Besuch einer Volks- und einer Gewerbeschule lernte er den Beruf des Dachdeckers und wurde Dachdeckermeister.

## Politische Funktionen
- 1919–1920: Abgeordneter zum Gemeinsamen Landtag von Niederösterreich
- Vorsteher der Genossenschaft der Dachdeckermeister
- Präsident des Wiener Gewerbegenossenschaftsverbandes
- Handelskammerrat

## Politische Mandate
- 10. November 1920 bis 1. Oktober 1930: Mitglied des Nationalrates (I., II. und III. Gesetzgebungsperiode), SdP